# Lumahan
Lumahan is een bestuurslaag in het regentschap Tanjung Jabung Barat van de provincie Jambi, Indonesië. Lumahan telt 1764 inwoners (volkstelling 2010).